# Канаш (Красноярский край)
Канаш — деревня в Назаровском районе Красноярского края России. Входит в состав Сахаптинского сельсовета.

## География
Деревня расположена в 53 км к югу от райцентра Назарово.

## Население
| 2010 |
| ---- |
| 88   |

Гендерный состав
По данным Всероссийской переписи населения 2010 года 49 мужчин и 39 женщин из 88 чел.